# بخش لیموژ
بخش لیموژ (به فرانسوی: Arrondissement de Limoges) یک بخش در فرانسه است که در اوت-وین واقع شده‌است.